# ハプログループQ (Y染色体)
ハプログループQ (Y染色体)（ハプログループQ (Yせんしょくたい)、英: Haplogroup Q (Y-DNA)）は、分子人類学において人類の父系を示すY染色体ハプログループ（型集団）の分類で、「M242」のSNPの変異によって定義されるグループである。

## 概要
アメリカ先住民の Y 染色体ハプログループのほとんどはQ系統が占める。Q はイラン付近で17000-22000年前または31,400年前に発生したと考えられ、その後中央アジア、アルタイ山脈北辺を通り、北シベリアのステップでマンモスなど大型哺乳類を狩りながら移動し、アメリカ大陸に移住していったと思われる。Q のホームランドに近いアフガニスタンのパシュトゥーン人では Q*が16％観察され、中央シベリアのケット人でQ系統が90%以上を占めるなど、道中に足跡を残してはいるが、ユーラシア大陸では総じて低頻度である。しかしアメリカ大陸（先住民）において大いに繁栄している。アメリカ先住民にはその他 C2,R1 なども見られるが、Q系統が圧倒的である。
現代中国では全国男性人口の約2.8%がハプログループQに属し、そのほとんどが下位系統のQ-M120（全体の約2.48%）に分類されるが、Q-M346（約0.18%）、Q-L275（約0.09%）、Q-M25 > Q-L712（約0.04%）も稀に観察される。中国に於けるQ-M242の分布は著しく北方に偏っており、2011年に発表された論文では長江以北の地域に居住する現代漢族男性の4.0%（34/853、30/853 = 3.52% Q-M120、3/853 = 0.35% Q-M346、1/853 = 0.12% Q-M25）がハプログループQに属す一方、長江以南の地域に居住する現代漢族男性のサンプルではハプログループQに属す者が全体の1.7%（15/876、14/876 = 1.60% Q-M120、1/876 = 0.11% Q-M346）に過ぎないという結果が得られた。なお、ハプログループQは北方の少数民族である蒙古族（47/1521 = 3.09% Q、37/1521 = 2.43% Q-M120、8/1521 = 0.53% Q-M346 > Q-L330、2/1521 = 0.13% Q-M25 > Q-L712）や満洲族（76/2938 = 2.59% Q、67/2938 = 2.28% Q-M120 > Q-Z19154 > Q-F1626、5/2938 = 0.17% Q-M346、3/2938 = 0.10% Q-L275、1/2938 = 0.03% Q-M25 > Q-L712）でも観察されるが、むしろ華北の漢族男性の総人口に占めるハプログループQの割合が大きい。
現代韓国に於いてハプログループQは約1.7%（7/506 = 1.4%、1.6%、1/56 = 1.8%、18/1006 = 1.8%、1/45 = 2.2%、2/55 = 3.6%）の男性に観察される。2022年に発表された論文によると、群山市堂北里にある甕棺墓（年代は出土品の比較により六世紀中葉即ち百濟時代のものと推定されている）に埋葬された人骨６体のうち、３体がハプログループQに属す男性だという結果が得られた。（残る３体のうち、２体が女性のもので、１体がハプログループO1b2に属す男性のものだという。）
現代日本ではハプログループQは約0.40%（約250人に1人）という、ごく低頻度で観察されている。Hammer et al. (2006)による研究では、259人中1人（0.39%）がハプログループQ-P36に属しており、その1人は静岡県にて採取されたサンプルのもの。 野中等(2007年）による研究では、263人中1人（0.38%）がハプログループQ-M120に属しており、その1人は埼玉県にて採取されたサンプルのもの。 宮崎県在住者1,677名及び熊本県在住者25名を対象とした研究では1,702人中7人（0.41%）がハプログループQ-P36.2に属すという結果が得られた。 徳島県(57人）+茨城県(50人)+山口県(44人）+大阪府或いは東京都（6人）にて採取された日本人157名を対象とした韓国の研究者による論文では、ハプログループQ-M242に属す者は1人も観察されなかった。 東京都にて採取されたJPT（Japanese in Tokyo, Japan)という1000人ゲノムプロジェクトのサンプルでは、56人中0人（0%）で、ハプログループQに属す者が一人もいないという結果が得られた。 日本人を対象としたその他の研究では出身地等詳しく発表されていないが、ハプログループQの比率は以下の通り： 567人中3人（0.53%）、 432人中2人（0.46%）、 47人中0人(0%)。

## 高頻度地域
- アメリカ大陸
  - 南アメリカの先住民：91%[24]
  - 北アメリカの先住民：77.2%[25]
- ユーラシア大陸
  - ケット人：93.7%[7]
  - セリクプ人：66.4%[7]
  - トルクメン人：42.6%[26]-73%[27]
  - トゥバ人：38％[28]
  - ユカギール人：31%[29]

- 中国北部の約3000年前の周時代の人骨から59％の高頻度で発見されている[30]。

## 下位系統
太字は高頻度で観察される集団。傾字は関連する語族。

Q (M242)
- Q* インド、パキスタンに低頻度[4] アフガニスタンのパシュトゥーン人の16%(Q-M242 xMEH2, xM378)[31]

- Q1 (F903/L472)
  - Q1* イランに低頻度[32]
  - Q1a (F1096)
    - Q1a1 (F746/NWT01) 約17,000年前のアフォントヴァ・ゴラ2[33]
      - Q1a1a (M120) 日本人[17]、漢民族[34]、ニヴフ人[35]、コリャーク人[35]、ユカギール人[35]、回族[36]、朝鮮民族[37]、モンゴル人[38]、ウイグル[39]、サラール族[要出典]、ドンガン人[37]、チベット人[34]、ブータン人[36]、ナシ族[36]、モン族 (ラオス)[40]、キン族[20]、ムルット族（ブルネイ）[41]、トゥバ人[42]など、中央アジア・東アジア・東南アジアに広く分布する。インド（グジャール族）[43]、イラン（バローチ人）[32]、ジョージア（グルジア人）[44]でもみられる。
      - Q1a1b (B143/YP1469) アラスカ、カナダ、グリーンランドのエスキモーで高頻度[45]。4,000前のグリーンランドのサカク文化人[46]、コリャーク人、チュクチ族、ユカギール人でもみられる[45]。パレオエスキモーと関連[45]

    - Q1a2 (M25) 東ヨーロッパから中央アジアにかけて分布[47]。トルクメン人で高頻度[32][38]。イラン[32]、レバノン[48]、トルコ[49]、モンゴル[38]でもみられる。

  - Q1b (M346, L56/S324) 中央アジア、西アジア、南アジア、およびヨーロッパに分布[5]。インド[50]、チベット[51]、パキスタン[50]、サウジアラビア[52]、UAE[53]で僅かにみられる。イラン[38]、アフガニスタン[38]、ハンティ人[54]、カザフ人[55]にもみられる。
    - Q1b1 (L53/S326)
      - L53*: 　アルタイ地域北部、モンゴル[要出典]
      - Q1b1a (L54): アメリカ先住民とヨーロッパ、北アジア[56] アメリンド大語族、デネ・エニセイ語族
        - Q1b1a1 (CTS11969/M930)
          - Q1b1a1a (M3) アメリカ先住民で高頻度。15000年前に誕生。チュクチ族、シベリアンエスキモー、コリャーク人でもみられる。[57][58][59]
            - Q1b1a1a1 (CTS2610/M848) アメリカ先住民の間で最も高頻度にみられる系統[60]。9000年前のアメリカ合衆国のケネウィック人[47]
            - Q1b1a1a2 (FGC8469/Y4276)  主に北米に分布、アルゴンキン族と関連[47]。

          - Q1b1a1b (E324/L804): 北西ヨーロッパに分布（イングランド、アイルランド、ノルウェー、スウェーデン、アイスランド、デンマーク、フランス、ドイツ）[61][47][33]

        - Q1b1a2 (CTS1780/M981, M971/Z780) (旧 Q-L54*[47]) アメリカ先住民に低頻度にみられる[60]。メキシコ、ペルー、ボリビア、コロンビア、パラグアイ、ブラジル、アルゼンチン[60]
        - Q1b1a3 (L330) ケット人、セリクプ人[62][63]。ヨーロッパ、アルタイ地域南部、モンゴルでもみられる[64]。エニセイ語族

    - Q1b2 (Y2659) イギリス、スウェーデン、ノルウェー、フィンランド、ボスニア・ヘルツェゴビナ、クロアチア、サルデーニャ、ドイツ、オランダ、ポルトガル、ベラルーシ、アラブ首長国連邦、イエメン（ユダヤ人）、パキスタン（パシュトゥーン人）、スリランカ（タミル人）、インド（シリア人キリスト教徒）、ネパール[33]
      - Q1b2a (F4674/Y6774/Z19231)
      - Q1b2b (F835/L940):  ヨーロッパ、中央アジア、ロシアなど[65]
        - Q1b2b1 (L527)  ヨーロッパ
          -             -               -                 - Q1b2b1b2b1 (M323) イエメンのユダヤ人に15%[66]

      - Q-Z5902: 　南アジア[47]、スリランカ[67]
- Q2 (L275)  西アジア、中央アジア、南アジア、ヨーロッパ[68]
  - Q2a (F1213)
    - Q2a1 (L214/S289, M378/Page100)  中東、西アジア、南アジア、中央アジア、ヨーロッパ[47]。 シンド人[50]、ハザーラ人[50]、ウイグル人[39]、イラン[32]、イラク[69]、ユダヤ人[70][71]
      - Q2a1a (L245)
        - Q2a1a1 (Y2202/FGC1925)
          - Q2a1a1a (FGC1917/Y2209) ポーランド、イタリア、ウクライナ、その他のヨーロッパ（アシュケナージ系ユダヤ人を含む）、中国（カライ派）[33]

        - Q2a1a2 (YP745) モロッコ、ヨルダン、イラク、トルコ（アルメニア人、アッシリア人）、スイス、ロシア、中国（ウイグル人）、インド[33]
        - Q2a1a3 (BZ310) イラン、アゼルバイジャン[33]
        - Q2a1a4 (BZ3896) イタリア、アルメニア[33]

      - Q2a1b (BZ384)
      - Q2a1c (FGC4607/Y2247) ポルトガル、カザフスタン、インド、パキスタン（パンジャブ人）、イラン（アラブ人）、アブハジア[33]

  - Q2b (L68.2/PF3781.2/S329.2) パキスタン（パンジャブ人）、ロシア（タタール人）、バングラデシュ、ポーランド[33]

（系統樹、系統名称はY-DNA Haplogroup Q and its Subclades - 2019-2020による。）

## 言語分布との関係
ハプログループQが高頻度であるのはアメリカ先住民諸語、古シベリア諸語、エニセイ語族の分布域である。これらの言語は抱合語で能格言語的特徴をもつ。すなわちハプログループQの集団は元来から抱合語、能格言語の言語を話していたことが推測できる。また、周時代の中国からも高頻度で観察されていることから、ハプログループQが上古中国語の担い手であったことも想定され、シナ・チベット語族とナ・デネ語族の近縁性が示唆されていることも注目される。